# 31 Lyncis
31 Lyncis (31 Lyn) è la quarta stella più luminosa della costellazione della Lince. La sua magnitudine apparente, pari a +4,25, la rende inferiore solamente ad α Lyncis, 38 Lyncis e 10 Ursae Majoris. Ha due nomi tradizionali, entrambi provenienti dall'arabo: Alsciaukat (da الشوكة aš-šawkat) , che significa La Spina, e Mabsuthat (المبسوطة al-mabsūtah), che significa L'Allungato o L'Esteso.
Situata a circa 390 anni luce dal sistema solare, 31 Lyncis è una stella gigante arancione di classe spettrale K4.5III-IIIb. Le sue caratteristiche sono simili a quelle di α Lyncis, sebbene le due stelle si trovino a distanze diverse dalla Terra. 31 Lyn possiede una luminosità 700 volte quella del Sole, tenendo conto anche della quantità di radiazione emessa nell'infrarosso per via della sua bassa temperatura effettiva, pari a 3930 K. Temperatura e luminosità consentono di calcolarne il raggio, stimato tra 59 e 75 (stando alle dimensioni angolari) volte quello della nostra stella. La sua massa sarebbe circa il doppio di quella del Sole.

## Caratteristiche
Con un'età stimata in 1400 milioni di anni, si ritiene che la stella concluse la sua sequenza principale circa 300 milioni di anni fa, quando concluse nel proprio nucleo la fusione dell'idrogeno in elio ed iniziò la sua espansione in stella subgigante, prima di divenire una gigante. 31 Lyncis è una variabile semiregolare che mostra un'oscillazione di luminosità di 0,05 magnitudini; tali caratteristiche inducono a ritenere che la stella abbia accumulato al centro un nucleo inerte di carbonio, derivante dalla fusione dell'elio, e che sia in procinto di divenire una variabile Mira.